# اتصال راديوي

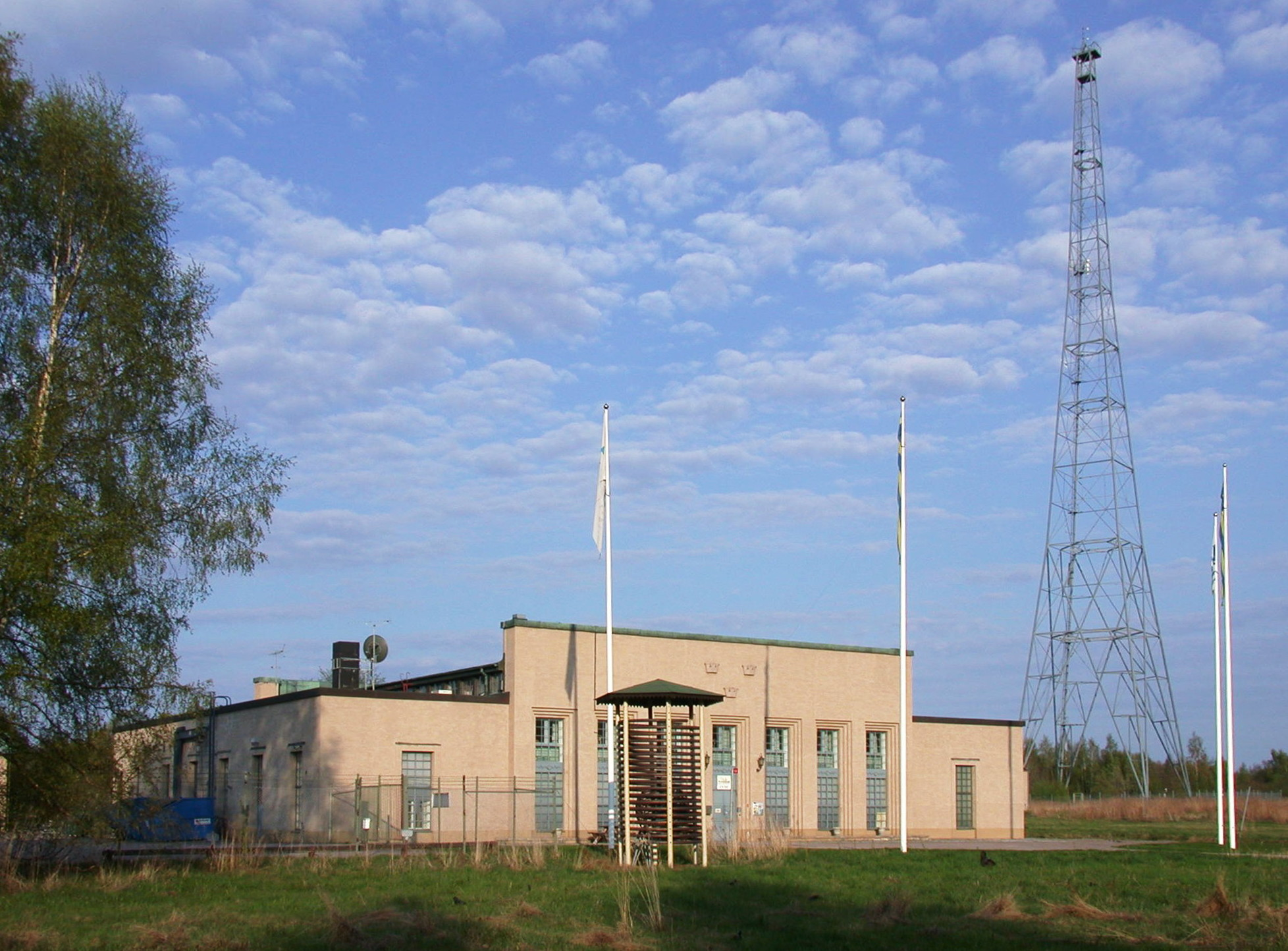
محطة الراديو الطويل الموجة

الاتصال الراديوي (بالإنجليزية: Radio communication)‏ هو كل إرسال للإشارات عبر الأمواج الكهرومغناطيسية عن بعد لمعلومات ذات طبيعة صوتية، كلامية أو موسيقية أو أنواع أخرى من البرمجة، باستخدام الأمواج الراديوية إلى عامة الناس المزودة بمستقبلات داخل منطقة قد تكون محددة.

## تاريخ

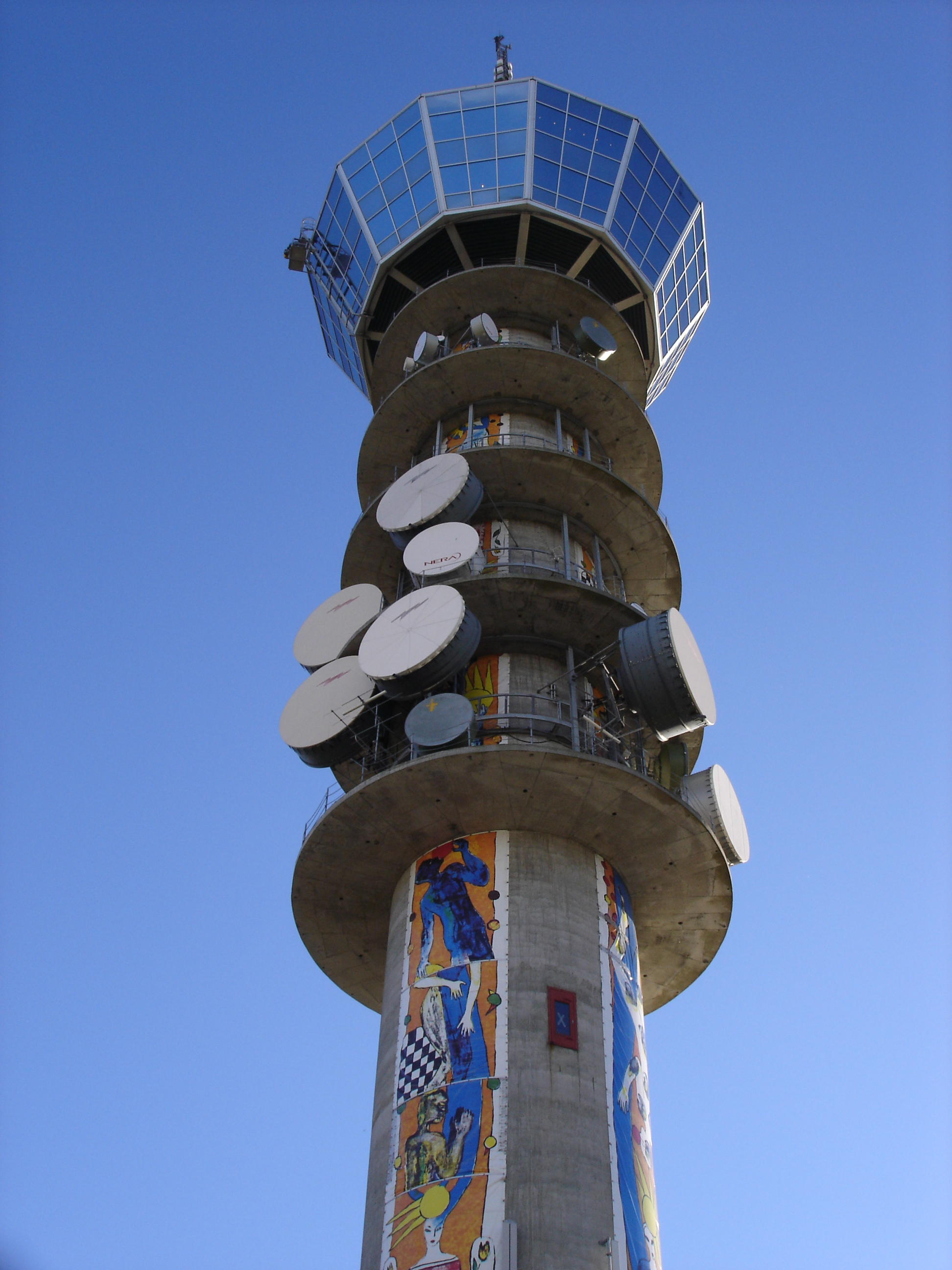
برج البث الإذاعي في تروندهايم - النرويج

يصعب تحديد تاريخ ولادة الراديو أو تسمية مخترعه، فهو وليد سلسلة من الاكتشافات التي تتابعت وتكاملت تدريجياً على مدى سنوات كثيرة. ويعود الفضل في تطوير تقنيات البث إلى الأعمال التي قام بها الكثير من الرواد في القرن التاسع عشر مثل أندريه ماري أمبير وألكسندر غراهام بل وصمويل مورس ومايكل فاراداي وجيمس واط وهاينريش هرتز وغيورغ زيمون أوم وألساندرو فولتا. وقد شغلت فكرة استخدام الهواء وسطاً للإرسال الكثير من العلماء في نهاية القرن التاسع عشر، إلا أن الذي أثبت إمكانية ذلك عملياً كان غولييلمو ماركوني، الذي أطلق أول بث إذاعي يتكون من شفرة مورس (أو التلغراف اللاسلكي) بُثَّ من محطة مؤقتة أنشأها ماركوني في عام 1895. وقد أعقب ذلك عمل رائد في الميدان بقلم أليساندرو فولتا وأندريه ماري أمبير وجورج أوم جيمس كلارك ماكسويل وهاينريش هيرتز.
بدأ بث الموسيقى والحديث عبر الإذاعة بشكل تجريبي في الفترة بين 1905 و 1906 ، ثم حولوها تجارياً من 1920 إلى 1923. وبدأت محطات التردد العالي جداً (VHF) بعد 30 إلى 35 سنة.

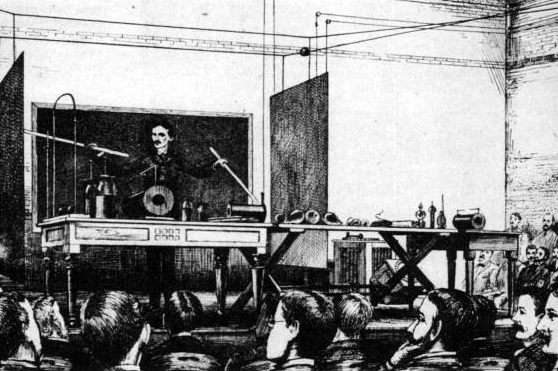
اختبار نيكولا تسلا لإستخدامات الممكنة لنقل الطاقة اللاسلكية

و من الصعب إسناد اختراع الراديو لشخص واحد ومع ذلك ، تم إنشاء أول براءة اختراع للإذاعة من قبل نيكولا تيسلا ، الذي ربما يكون المخترع الأول لنظام الاتصالات الراديوية ، وقد اعترف بذلك مكتب براءات الاختراع في الولايات المتحدة.

## بداية الاتصال الراديوي

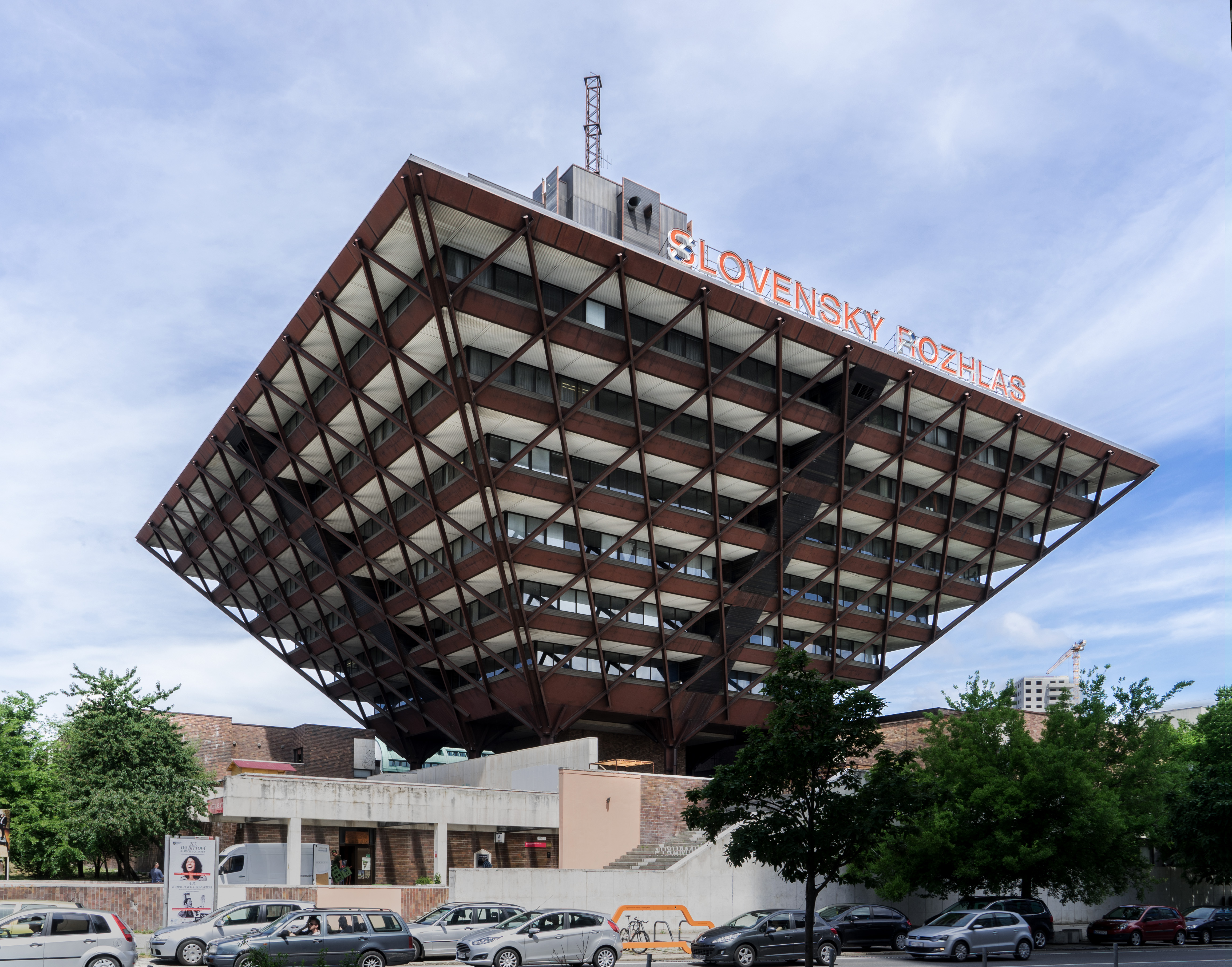
مبنى إذاعة براتيسلافا - سلوفاكيا

اكتشفت إمكانات الاتصال الراديوي مصادفةً، ففي أحد أيام عام 1916 كان المهندسون في شركة تصنيع في بيتسبرغ في أمريكا يجرون تجارب على إرسال صوتي وخطرت لهم فكرة إرسال الموسيقى الصادرة عن أسطوانات الحاكي على التناوب مع الكلام ولدهشتهم تلقوا طلبات لمزيد من الإرسال الموسيقي من مستمعين هواة غير متوقعين كانوا يستخدمون معدات استقبال منزلية الصنع. وبعد فترة وجيزة بدأ البث المنتظم، وسُجلت المحطة لاحقاً باسم KDKA (هذه الأحرف لا مدلول لها وقد اختيرت عشوائياً عام 1920) وكانت أول محطة بث إذاعي، والوحيدة لسنوات كثيرة في العالم. كما بدأ البث الإذاعي مطلع العشرينيات من القرن العشرين في الكثير من البلدان، ففي كندا انطلق أول بث نظامي عام 1920، وفي أستراليا افتتحت أول محطة في ملبورن عام 1921، وفي إنكلترة أُحدثت شركة البث البريطانية BBC  عام 1922، وفي فرنسا بدأ أول بث منتظم، وكان من برج إيفل في العام نفسه، وتزامن ذلك أيضاً مع بداية البث في الاتحاد السوفييتي السابق، ومع نهاية عام 1923 كانت قد أسست محطات بث إذاعي في كل منبلجيكا وتشيكوسلوفاكيا السابقة وألمانيا وإسبانيا، ثم في فنلندا وإيطاليا في عام 1924 والنرويج وبولونية والمكسيك واليابان في عام 1925 والهند في عام 1927، ثم بقية الدول تباعاً.

## مبدأ الاتصال الراديوي

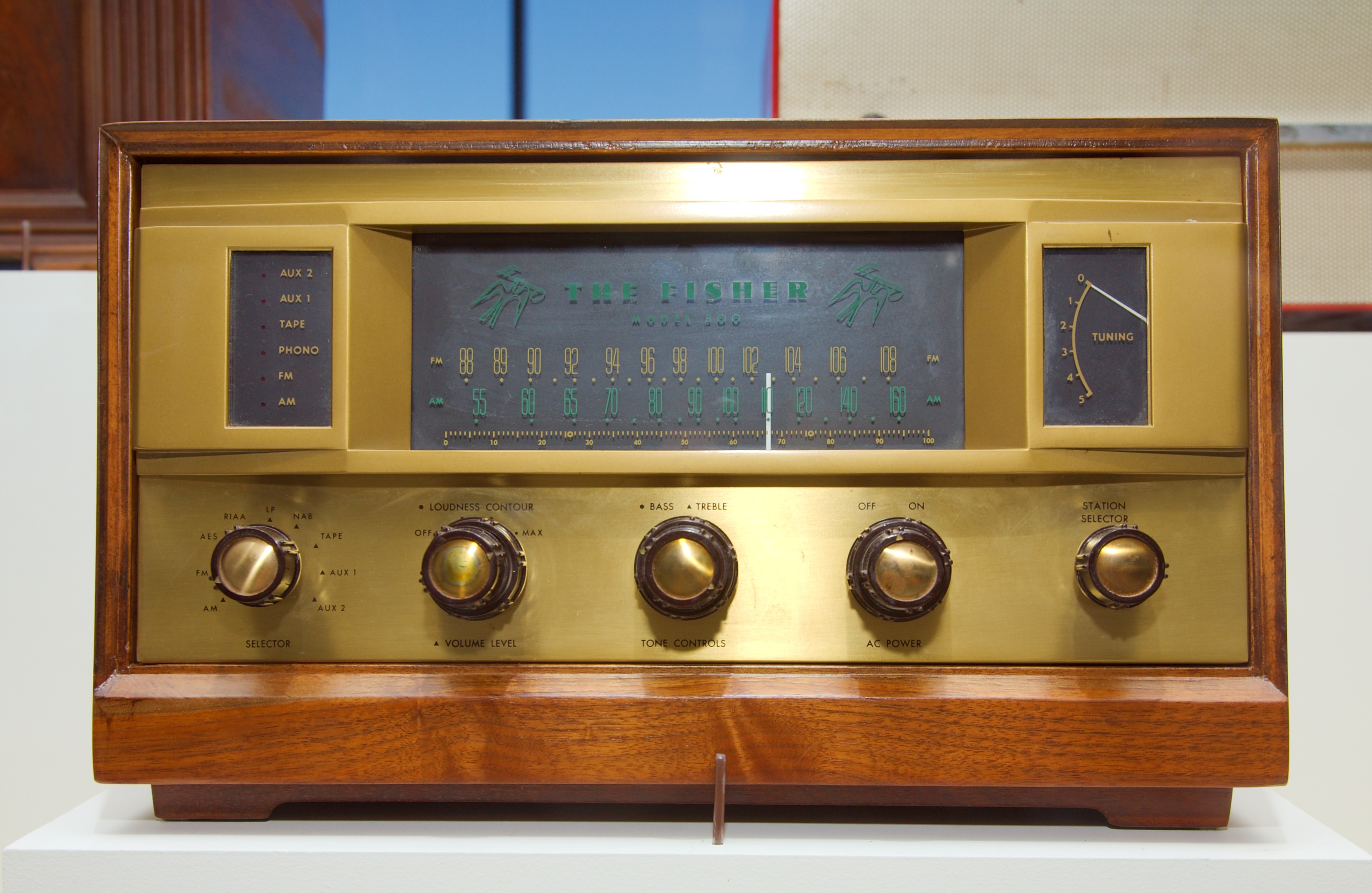
المقاله تشرح نظام لاتصل في الراديو والصوره يوجد بها شكل لي الراديو وهو اساس المقاله وبسبب هذا فا ان الصوره مناسبة

يتألف نظام الاتصال الراديوي من سلسلة تبدأ من محطة البث، وتنتهي عند أجهزة الاستقبال. تُضخَّم في هذا النظام الإشارات الكهربائية الصادرة عن الميكروفونات أو آلات قراءة الأسطوانات أو الأشرطة المغنطيسية أو الأقراص الليزرية، وتُنقل الإشارات إلى المُرسل الذي يُضَمِّن موجة راديوية حاملة يشعها هوائي الإرسال، ثم تنتشر هذه الموجة الحاملة للمعلومات في الفضاء ويلتقط هوائي استقبال تلك الموجة، ومن ثم يستخلص المستقبل الإشارة المفيدة من الموجة الحاملة ويوصلها إلى مكبر الصوت.

## تنظيم الاتصال الراديوي
كُلِّف الاتحاد الدولي للاتصالات بعيد الحرب العالمية الأولى، الذي أنشئ في عام 1865 تحت اسم اتحاد البرق الدولي، تنسيقَ استخدام الترددات الراديوية على مستوى العالم. وهذا الدور للاتحاد الدولي ضروري، إذ تُتفادَى بفضله التداخلات بين الموجات الصادرة عن المرسلات في البلدان المختلفة خاصة في المناطق الحدودية، وذلك بتخصيص حزم ترددية مختلفة لكل بلد، ويُخَصِّص كل بلد بدوره كل مرسل لديه بحزمة ترددية معينة حول تردد معين يسمى التردد الأساسي. وللعدد الهائل من المُرسِلات في العالم، قسّمت هذه الجهة الدولية المشرّعة طيف الأمواج الكهرومغناطيسية إلى ترددات حصرية مخصصة لمرسِل معين، وإلى ترددات متشاركة مخصصة لمرسِلين اثنين أو أكثر تباعدهما الجغرافي كبير بما فيه الكفاية لمنع التداخلات، وإلى ترددات عامة تُستخدم مشتركة مع مُرسِلات خدمات أخرى.

## الحزم الترددية المستخدمة في الاتصال الراديوي

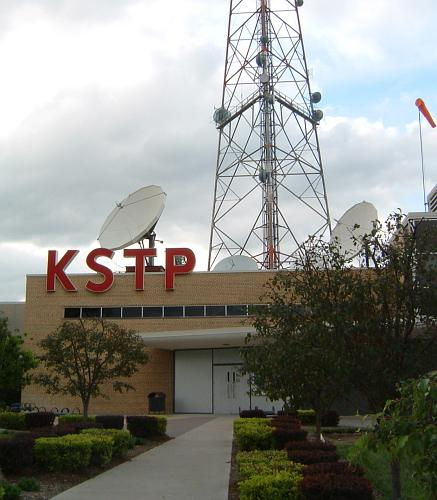
محطة الراديو سانت بول - مينيسوتا

إن الهدف من شبكة الاتصال الراديوي هو توفير تغطية لمنطقة معينة باستخدام عدد معين من المرسِلات، وتوفير إمكانات الاستقبال ذاتها في أي نقطة من تلك المنطقة.

مخطط الإرسال للإذاعة الصوتية للنوع (AM و FM)

أنظمة إرسال AM و FM

استخدَمت أُولى محطات البث الإذاعي الأمواج الطويلة (الكيلومترية) وما تزال بعض المحطات تستخدم هذه الأمواج، لكن الدراسات حول انتشار الأمواج أدت إلى استخدام الأمواج المتوسطة (الهكتومترية) ومن ثم الأمواج القصيرة (الديكامترية)، إلى جانب الأمواج ذات الترددات العالية جداً (المترية) والأمواج ذات الترددات فوق العالية (الديسيمترية). ويتعلق اختيار طول الموجة بالجزء المخصص من الطيف وبالمهمة المطلوبة من المرسل إذ إن مميزات انتشار الموجة الكهراديوية تتغير بدلالة التردد (أو طول الموجة)، فعلى سبيل المثال تُستخدم الأمواج القصيرة لتغطية مناطق استقبال بعيدة عن المُرسِلات. وقد خُصِّصت بموجب اتفاقيات دولية أجزاء من طيف الترددات الراديوية للبث الإذاعي. ففي الولايات المتحدة مثلاً يوجد أكثر من 4400 محطة تشغل حزمة البث المعيارية على الترددات المتوسطة وتضمين السعة (AM) والمقسمة إلى 107 أقنية وتمتد من 535 إلى 1605 كيلوهرتز، ولكل قناة عرض حزمة 10 كيلوهرتز. كما يوجد نحو 3300 محطة عاملة على 100 قناة في حزمة البث على الترددات العالية جداً وتضمين التردد (FM) التي تمتد من 88 إلى 108 ميغاهرتز، وكل تلك المحطات مرخصة لتقديم خدمات ضمن الولايات المتحدة. وإضافة إلى ذلك توجد بعض المحطات العاملة على الأمواج القصيرة التي تمتد من 5.95 إلى 26.1 ميغاهرتز والتي توفر تغطية خدمة دولية. وفي أوروبا وآسيا تُستخدم أيضاً حزمة الترددات المنخفضة التي تمتد من 150 إلى 290 كيلوهرتز. وإلى جانب هذه الحزم الترددية تَستخدم أنظمة الاتصال الراديوي الفضائي المباشر الحزم الترددية المكروية كالحزمة L حول التردد 1.5 غيغاهرتز، والحزمة C حول التردد 4 غيغاهرتز والحزمة Ku حول التردد 12 غيغاهرتز.

## المرسلات
توفر وسائط بث البرامج إشارة كهربائية منخفضة التردد (موافقة للصوت) وبعرض حزمة يراوح بين 5 و15 كيلوهرتز طبقاً للنظام المستخدم. ويتمثل دور المرسِل في استخدام هذه الإشارة لتضمين موجة كهراديوية مميزة بترددها (التردد الحامل)، ثم في إشعاع تلك الموجة بوساطة الهوائي. ولا يمكن الفصل بين المرسل والهوائي، إذ إن استطاعة الأول ومخطط إشعاع الثاني يحددان معاً، وتبعاً لشروط الانتشار، المنطقة التي يغطيها المرسل. تختلف بنية المرسل باختلاف طريقة التضمين المستخدمة. ومع هذا فيوجد في جميع المرسلات وحدات رئيسية مشتركة كالمهتز المحلي الذي يزود بالإشارة الجيبية الحاملة، ومضخمات الاستطاعة التي تقدم للإشارة المرسلة الاستطاعة اللازمة للانتشار، وهوائي الإرسال.
وتتطلب المرسلات توفير تغذية كهربائية عالية لتشغيل الصمامات، إلى جانب أنظمة أمن صناعي، وأنظمة عدم انقطاع الطاقة الكهربائية. وتُستخدم الأمواج القصيرة في البث الإذاعي خصيصاً لتوفير تغطية انتقائية للمناطق البعيدة من سطح الكرة الأرضية. ومن ثَم فإن أنظمة الهوائيات تكون أكثر تعقيداً في هذه الحالة، إذ تستخدم تقنية الأمواج الموجهة. وبمقدور محطة واحدة من هذا النوع البث الموجه بعشرات اللغات في اليوم الواحد إلى القارات الخمس. ويتعلق اختيار ساعات البث والتردد المستخدم بأحوال الانتشار.

## المستقبلات وتطورها
يعد المستقبِل أكثر الأجزاء حرجاً في نظام البث الإذاعي، فمع وجود آلاف المحطات المرسِلة في العالم العاملة على أنماط متنوعة كالبث الإذاعي بتضمين السعة (AM) والبث الإذاعي بتضمين التردد (FM) والبث التلفزيوني وأنظمة الاتصالات الراديوية العسكرية منها والمدنية، وعلى حزم ترددية متنوعة، وبمستويات استطاعة إرسال عديدة، فإن المستقبِل يواجه مهمته في انتقاء الإشارة المطلوبة ورفض كل الإشارات الأُخرى. ومما لا شك فيه أن التطور المذهل في الإلكترونيات كاستبدال الترانزيستورات [ر] بالأنابيب الإلكترونية [ر]، وتقانات الدارات التكاملية وغيرها، قد أسهم في تحسين أداء المستقبلات وفي خفض حجمها ووزنها وكلفتها، إلى جانب التطورات المذهلة التي رافقت الثورة الرقمية والتي تسمح اليوم بالحصول على أداء متميز جداً وجودة صوت تضاهي جودة الأقراص الليزرية. ولعل أكثر البنيات شيوعاً في المستقبلات هي المسماة مستقبل التغاير الفوقي superheterodyne. ويبين الشكل 3 المخطط الصندوقي المبسط لهذا النوع من المستقبلات، وفيه يجرى تضخيم أولي للإشارة المستقبَلة عبر الهوائي التي تمزج بالخرج الجيبي لمهتز محلي. ويكون خرج دارة المازج عادة مولفاً على الفرق بين ترددي المهتز والإشارة الداخلة، ويُحافظ دوماً على تردد الفرق ذاته الذي يسمى التردد الوسيط intermediate، ويطلق على الدارات التي تضخم هذا التردد اسم مضخمات التردد الوسيط. ومن ثَم تُرسل الإشارة إلى كاشف التضمين للحصول على الإشارة بالحزمة القاعدية التي تُضَخَّم بوساطة مضخم ترددات صوتية (AF Audio frequency) للحصول على مستوى الخرج المطلوب.

## أنظمة البث الإذاعي الرقمي
تتجه الأنظمة الحديثة نحو تلبية الطلب المتزايد عالمياً على توفير بث إذاعي بجودة تضاهي جودة الأقراص الليزرية سواء كان المستقبِل ثابتاً أو محمولاً أو متنقلاً. وقد سمحت التطورات التقنية في ترميز المنبع والقناة، وفي التضمين، وفي معالجة الإشارة الرقمية، بتحقيق أنظمة بث صوتية رقمية أرضية وفضائية. ومن هذه الأنظمة نظام البث الصوتي الرقمي A المعياري (DAB - Digital Audio Broadcasting) الذي يوفر بثاً رقمياً متعدد الخدمات عالي الجودة، وهو مصمم للعمل في أي حزمة ترددية في مجال الترددات العالية جداً وفوق العالية. ويقدم هذا النظام إضافة إلى البرامج الصوتية وإمكانية التشفير، خدمات معطياتية مرتبطة أو مستقلة. وقد استخدمت، على سبيل المثال، شركة ورلدسبيس World Space هذا النظام لتوفير بث إذاعي رقمي فضائي بجودة عالية جداً عبر ثلاثة سواتل أحدها يغطي القارة الإفريقية والدول العربية.

## الجوانب الإجتماعية والإعلامية في البث الإذاعي
يحتل البث الإذاعي مكانة متميزة في ما يسمى وسائط الاتصال بالجمهور اتصال جماهيري. فهو أول نمط بث إلكتروني واسع النطاق وآني الاتصال في العالم، ومعه أضحى الإنسان شاهداً على عصره، فكل رسالة صوتية تبث من أي مكان في العالم يمكن سماعها في أي مكان وفي اللحظة ذاتها. وقد قضى البث الإذاعي عند ظهوره على الاحتكار الذي كانت تمارسه الكتابة، ودخل منافساً للكتاب وللصحيفة، وعلى أن التلفاز قد انتزع منه الصدارة فإن الكلفة المنخفضة لأجهزة الاستقبال والتطور المستمر فيها حافظت على انتشاره. وقد أدى البث الإذاعي دوراً أساسياً في نشر الثقافة الموسيقية وفي التقريب بين الشعوب، وإنجاز خطوات على طريق تحقيق الحلم القديم للإنسانية وهو إلغاء المسافات أو جعل العالم قرية صغيرة. كما يرتبط البث الإذاعي بالمجتمع بتوفير فرص عمل كثيرة، عن طريق الإعلان سواء لمنتجات غذائية أو استهلاكية وغيرها. ومع انتشار المحطات الإذاعية المحلية ازدادت المنافسة على جذب المستمعين والمعلنين، حتى إنه تُجرى قياسات إحصائية لمعدل الاستماع من استطلاعات للرأي هاتفية أو ميدانية تُنَفِّذَها شركات متخصصة، مما عمق التفاعل المتبادل بين الإذاعات والمجتمع.